# Mink DeVille
Mink DeVille fue una banda de rock estadounidense fundada en 1974 en San Francisco, California (Estados Unidos). El líder, cantante y compositor principal del grupo fue Willy DeVille.

## Formación
Canciones: Willy DeVille
Guitarra: Ricky Borgia, Brian "Thomas" Ray, Freddy Koëlla, Chris Spedding
Bajo: Bob Curiano, David Keyes
Percusión: Boris Kinberg
Batería: Shawn Murray
Piano, acordeón: Seth Farber, Kenny Margolis
Saxofón: Louis Cortelezzi, Mario Cruz
Coros: Billy Valentine, John Valentine, Dorene Wise, Yadonna Wise

## Discografía

### Álbumes
- Cabretta (1977, Capitol)
- Return to Magenta (1978, Capitol)
- Le Chat Bleu (1980, Capitol), producido por Steve Douglas
- Coup de Grace (1981, Atlantic)
- Where Angels Fear to Tread (1983, Atlantic). Incluye la canción de inspiración hispana "Demasiado corazón", que alcanzó gran éxito.
- Sportin' Life (1985, Polydor)